# Tosin Aiyegun
Tosin Aiyegun (Lagos, 26 giugno 1998) è un calciatore nigeriano naturalizzato beninese, attaccante del Lorient e della nazionale beninese.

## Carriera

### Club
Il 3 marzo 2017 viene acquistato a titolo definitivo dalla squadra lettone del Ventspils. Il 2 settembre 2019 firma con gli svizzeri dello Zurigo.

### Nazionale
Nato in Nigeria da padre nigeriano e madre beninese,  il 27 marzo 2022 ha esordito con la nazionale beninese giocando l'amichevole vinta 1-2 contro lo Zambia, dove ha realizzato la rete del definitivo 1-2.

## Statistiche

### Presenze e reti nei club
Statistiche aggiornate al 19 aprile 2021.
| Stagione         | Squadra          | Campionato       | Campionato | Campionato | Coppe nazionali | Coppe nazionali | Coppe nazionali | Coppe continentali | Coppe continentali | Coppe continentali | Altre coppe | Altre coppe | Altre coppe | Totale | Totale |
| Stagione         | Squadra          | Comp             | Pres       | Reti       | Comp            | Pres            | Reti            | Comp               | Pres               | Reti               | Comp        | Pres        | Reti        | Pres   | Reti   |
| ---------------- | ---------------- | ---------------- | ---------- | ---------- | --------------- | --------------- | --------------- | ------------------ | ------------------ | ------------------ | ----------- | ----------- | ----------- | ------ | ------ |
| 2017             | Ventspils        | VL               | 22         | 9          | CL+CL           | 3+2             | 2+0             | UEL                | 2                  | 0                  |             | -           | -           | 29     | 11     |
| 2018             | Ventspils        | VL               | 27         | 13         | CL              | 2               | 0               | UEL                | 4                  | 1                  |             | -           | -           | 33     | 14     |
| 2019             | Ventspils        | VL               | 23         | 11         | CL              | 0               | 0               | UEL                | 6                  | 2                  |             | -           | -           | 29     | 13     |
| Totale Ventspils | Totale Ventspils | Totale Ventspils | 72         | 33         |                 | 7               | 2               |                    | 12                 | 3                  |             | -           | -           | 91     | 38     |
| 2019-2020        | Zurigo           | ASL              | 18         | 7          | CS              | 1               | 0               |                    | -                  | -                  |             | -           | -           | 19     | 7      |
| 2020-2021        | Zurigo           | ASL              | 24         | 6          | CS              | 0               | 0               |                    | -                  | -                  |             | -           | -           | 24     | 6      |
| 2021-2022        | Zurigo           | ASL              | 17         | 3          | CS              | 0               | 0               |                    | -                  | -                  |             | -           | -           | 17     | 3      |
| Totale Zurigo    | Totale Zurigo    | Totale Zurigo    | 59         | 16         |                 | 1               | 0               |                    | -                  | -                  |             | -           | -           | 60     | 16     |
| Totale carriera  | Totale carriera  | Totale carriera  | 131        | 49         |                 | 8               | 2               |                    | 12                 | 3                  |             | -           | -           | 151    | 54     |

### Cronologia presenze e reti in nazionale
| Cronologia completa delle presenze e delle reti in nazionale ― Benin | Cronologia completa delle presenze e delle reti in nazionale ― Benin | Cronologia completa delle presenze e delle reti in nazionale ― Benin | Cronologia completa delle presenze e delle reti in nazionale ― Benin | Cronologia completa delle presenze e delle reti in nazionale ― Benin | Cronologia completa delle presenze e delle reti in nazionale ― Benin | Cronologia completa delle presenze e delle reti in nazionale ― Benin | Cronologia completa delle presenze e delle reti in nazionale ― Benin |
| Data                                                                 | Città                                                                | In casa                                                              | Risultato                                                            | Ospiti                                                               | Competizione                                                         | Reti                                                                 | Note                                                                 |
| -------------------------------------------------------------------- | -------------------------------------------------------------------- | -------------------------------------------------------------------- | -------------------------------------------------------------------- | -------------------------------------------------------------------- | -------------------------------------------------------------------- | -------------------------------------------------------------------- | -------------------------------------------------------------------- |
| 24-3-2022                                                            | Aksu                                                                 | Liberia                                                              | 0 – 4                                                                | Benin                                                                | Amichevole                                                           | 1                                                                    |                                                                      |
| 27-3-2022                                                            | Aksu                                                                 | Zambia                                                               | 1 – 2                                                                | Benin                                                                | Amichevole                                                           | 1                                                                    | 64’                                                                  |
| 29-3-2022                                                            | Aksu                                                                 | Togo                                                                 | 1 – 1                                                                | Benin                                                                | Amichevole                                                           | -                                                                    |                                                                      |
| 4-6-2022                                                             | Diamniadio                                                           | Senegal                                                              | 3 – 1                                                                | Benin                                                                | Qual. Coppa d'Africa 2023                                            | -                                                                    |                                                                      |
| 8-6-2022                                                             | Cotonou                                                              | Benin                                                                | 0 – 1                                                                | Mozambico                                                            | Qual. Coppa d'Africa 2023                                            | -                                                                    |                                                                      |
| 24-9-2022                                                            | Mohammedia                                                           | Mauritania                                                           | 1 – 0                                                                | Benin                                                                | Amichevole                                                           | -                                                                    |                                                                      |
| 27-9-2022                                                            | Mohammedia                                                           | Madagascar                                                           | 3 – 1                                                                | Benin                                                                | Amichevole                                                           | 1                                                                    |                                                                      |
| 22-3-2023                                                            | Cotonou                                                              | Benin                                                                | 1 – 1                                                                | Ruanda                                                               | Qual. Coppa d'Africa 2023                                            | -                                                                    |                                                                      |
| 29-3-2023                                                            | Kigali                                                               | Ruanda                                                               | 1 – 1                                                                | Benin                                                                | Qual. Coppa d'Africa 2023                                            | -                                                                    | 73’                                                                  |
| 17-6-2023                                                            | Cotonou                                                              | Benin                                                                | 1 – 1                                                                | Senegal                                                              | Qual. Coppa d'Africa 2023                                            | -                                                                    |                                                                      |
| 14-10-2023                                                           | Khouribga                                                            | Benin                                                                | 1 – 1                                                                | Sierra Leone                                                         | Amichevole                                                           | -                                                                    | 78’                                                                  |
| 17-10-2023                                                           | Casablanca                                                           | Benin                                                                | 1 – 2                                                                | Madagascar                                                           | Amichevole                                                           | -                                                                    |                                                                      |
| 6-6-2024                                                             | Abidjan                                                              | Benin                                                                | 1 – 0                                                                | Ruanda                                                               | Qual. Mondiali 2026                                                  | -                                                                    | 70’                                                                  |
| 10-6-2024                                                            | Abidjan                                                              | Benin                                                                | 2 – 1                                                                | Nigeria                                                              | Qual. Mondiali 2026                                                  | -                                                                    | 44’                                                                  |
| 7-9-2024                                                             | Uyo                                                                  | Nigeria                                                              | 3 – 0                                                                | Benin                                                                | Qual. Coppa d'Africa 2025                                            | -                                                                    | 78’                                                                  |
| 10-9-2024                                                            | Abidjan                                                              | Benin                                                                | 2 – 1                                                                | Libia                                                                | Qual. Coppa d'Africa 2025                                            | -                                                                    | 77’                                                                  |
| 14-11-2024                                                           | Abidjan                                                              | Benin                                                                | 1 – 1                                                                | Nigeria                                                              | Qual. Coppa d'Africa 2025                                            | -                                                                    | 82’                                                                  |
| 18-11-2024                                                           | Tripoli                                                              | Libia                                                                | 0 – 0                                                                | Benin                                                                | Qual. Coppa d'Africa 2025                                            | -                                                                    |                                                                      |
| Totale                                                               |                                                                      | Presenze                                                             | 17                                                                   |                                                                      | Reti                                                                 | 3                                                                    |                                                                      |

## Palmarès

### Club

#### Competizioni nazionali
- Coppa di Lettonia: 1

Ventspils: 2016-2017
- Campionato svizzero: 1

Zurigo: 2021-2022
- Campionato francese di seconda divisione: 1

Lorient: 2024-2025